# 道の駅浅井三姉妹の郷
道の駅浅井三姉妹の郷（みちのえき あざいさんしまいのさと）は、滋賀県長浜市内保町（うちぼちょう）にある国道365号の道の駅である。

## 概要
2017年（平成29年）3月25日、北陸自動車道の小谷城スマートICの開設に合わせて開駅した。2015年度（平成27年度）には、国土交通省道路局が「重点道の駅」として選定している。
開駅当初、日本初の商工会の管理運営（東浅井商工会、当時）による道の駅として登録された。なお、東浅井商工会は2020年（令和2年）4月1日に市内の商工会と合併し長浜市商工会が設立されたことに伴い、運営から離脱している。

## 施設
- 駐車場
  - 大型車：11台[6]
  - 小型車：67台[6]
  - 身障者用：3台[6]
- トイレ
  - 男性：小 4・大 2
  - 女性：8
  - 身障者用：1
- 物販施設（9:00 - 18:00）[5][6]
- 自然薯茶屋 浅井家（レストラン、11:00 - 14:30）
- 三姉妹ジェラート（11:00 - 17:00）[6]

### 管理団体
- 設置者：長浜市
- 管理・運営者：株式会社浅井三姉妹の郷（指定管理者ではなく、長浜市との随意契約によって運営）[11]

## 休館日
- 年末年始（12月31日 - 1月3日）[5][6]

## アクセス
- 国道365号 - 登録路線

自動車
- 北陸自動車道小谷城スマートICより約5分[5]。
- 北陸自動車道長浜ICより約10分。

## 周辺
- 草野川
- 長浜市役所 浅井支所
- セネファ株式会社